# Петренко Дмитро Сергійович
Дмитро Сергійович Петренко (4 травня 1984, Одеса) — капітан дального плавання, громадський діяч, Голова Державної служби морського та річкового транспорту України (2018—2019)

## Біографія
Закінчив Одеську національну морську академію за спеціальністю — судноводіння та Одеський національний університет імені І. І. Мечникова за спеціальністю — правознавство.
З 2002 по 2014 рік працював на судах іноземних компаній.
У січні 2017 року розпорядженням Кабінету Міністрів України призначений заступником Голови Державної служби України з безпеки на транспорті, як переможець конкурсу.
У січні 2018 року розпорядженням Кабінету Міністрів України призначений заступником Голови Державної служби морського та річкового транспорту України.
З січня 2018 року відповідно до розпорядження Кабінету Міністрів України Петренко Д. С. виконував обов'язки Голови Державної служби морського та річкового транспорту України.
У квітні 2018 року розпорядженням Кабінетом Міністрів України призначений Головою Державної служби морського та річкового транспорту України, як переможець конкурсу. Звільнений з посади 20 жовтня 2019 року.
З 2018 по 2019 роки навчався у Національній академії державного управління при Президентові України — магістр кафедри парламентаризму. Спеціальність — публічне адміністрування.
У 2021 році очолив ГО «Український інститут морських технологій та права [Архівовано 22 липня 2021 у Wayback Machine.]».
Має 2 (другий) ранг державного службовця. Державний службовець категорії «А».